# Prism Award
Les Prism Awards sont un prix décerné par l'American Entertainment Industries Council depuis 1997.   
Les prix apprécient une représentation réaliste de la toxicomanie et des problèmes de santé mentale dans les films, à la télévision et dans d'autres productions culturelles populaires. 

## Lauréats
| Année | Long métrage                                                          | Long métrage                                          | Long métrage                                          | Long métrage                                                  | Performance dans un long métrage                   |
| Année | Abus de drogues                                                       | Santé mentale                                         | Mainstream                                            | Alternative                                                   | Performance dans un long métrage                   |
| ----- | --------------------------------------------------------------------- | ----------------------------------------------------- | ----------------------------------------------------- | ------------------------------------------------------------- | -------------------------------------------------- |
| 1998  | Gridlock'd (de Vondie Curtis-Hall)                                    | Gridlock'd (de Vondie Curtis-Hall)                    | Gridlock'd (de Vondie Curtis-Hall)                    | Gridlock'd (de Vondie Curtis-Hall)                            | —                                                  |
| 1999  | Loin d'ici (Down in the Delta) (de Maya Angelou)                      | Loin d'ici (Down in the Delta) (de Maya Angelou)      | Loin d'ici (Down in the Delta) (de Maya Angelou)      | Loin d'ici (Down in the Delta) (de Maya Angelou)              | —                                                  |
| 2000  | Révélations (The Insider) (de Michael Mann)                           | Révélations (The Insider) (de Michael Mann)           | Révélations (The Insider) (de Michael Mann)           | Révélations (The Insider) (de Michael Mann)                   | —                                                  |
| 2001  | Traffic (de Steven Soderbergh)                                        | Traffic (de Steven Soderbergh)                        | Traffic (de Steven Soderbergh)                        | Traffic (de Steven Soderbergh)                                | —                                                  |
| 2002, | Blow (de Ted Demme)                                                   | Blow (de Ted Demme)                                   | Blow (de Ted Demme)                                   | Blow (de Ted Demme)                                           | —                                                  |
| 2003, | Skins (en) (de Chris Eyre)                                            | Skins (en) (de Chris Eyre)                            | Skins (en) (de Chris Eyre)                            | Skins (en) (de Chris Eyre)                                    | Val Kilmer dans Salton Sea                         |
| 2004, | La Cité de Dieu (de Fernando Meirelles et Kátia Lund)                 | La Cité de Dieu (de Fernando Meirelles et Kátia Lund) | La Cité de Dieu (de Fernando Meirelles et Kátia Lund) | La Cité de Dieu (de Fernando Meirelles et Kátia Lund)         | Evan Rachel Wood dans Thirteen                     |
| 2005, | —                                                                     | —                                                     | Ray (de Taylor Hackford)                              | Love Song (de Shainee Gabel)                                  | Jamie Foxx dans Ray                                |
| 2006, | —                                                                     | —                                                     | Walk the Line (de James Mangold)                      | Pure (de Jim Donovan) Down to the Bone (en) (de Debra Granik) | —                                                  |
| 2007  | —                                                                     | —                                                     | Thank You for Smoking (de Jason Reitman)              | Sherrybaby (de Laurie Collyer)                                | —                                                  |
| 2008  | —                                                                     | —                                                     | Mère-fille, mode d'emploi (de Garry Marshall)         | You Kill Me (de John Dahl)                                    | Casey Affleck dans Gone, Baby, Gone                |
| 2009  | Rachel se marie (de Jonathan Demme) Rolling (de Billy Samoa Saleebey) | Stop-Loss (de Kimberly Peirce)                        | —                                                     | —                                                             | Anne Hathaway dans Rachel se marie                 |
| 2010, | Crazy Heart (de Scott Cooper)                                         | Le Soliste (de Joe Wright)                            | —                                                     | —                                                             | Jeff Bridges et Maggie Gyllenhaal dans Crazy Heart |
| 2011, | Fighter (de David O. Russell)                                         | Black Swan (de Darren Aronofsky)                      | —                                                     | —                                                             | Halle Berry dans Frankie and Alice                 |
| 2012  | Warrior (de Gavin O'Connor)                                           | Take Shelter (de Jeff Nichols)                        | —                                                     | —                                                             | Russell Brand dans Arthur                          |
| 2013  | Flight (de Robert Zemeckis)                                           | Happiness Therapy (de David O. Russell)               | —                                                     | —                                                             | Linda Cardellini dans Return                       |
| 2014, | The Spectacular Now (de James Ponsoldt)                               | Home (de Jono Oliver)                                 | —                                                     | —                                                             | Julia Roberts dans Un été à Osage County           |

## Liens